# Gustavo Escobar
Gustavo Escobar, pseudonimo di Gustavo Quiroz Jr. (West Palm Beach, 24 marzo 2006), è un attore statunitense.

## Biografia
Gustavo è nato negli Stati Uniti d'America il 24 marzo 2006. Ha un fratello minore di nome Julian.
Ha esordito come attore nel 2013 film Pain & Gain - Muscoli e denaro accanto a Dwayne Johnson e Mark Wahlberg in un ruolo secondario non accreditato. Nel 2016 recitò nel cortometraggio Left Behind accreditato con il nome d'arte Gustavo Quiroz Jr. In seguito ha recitato in vari film e serie televisive con il nome d'arte Gustavo Quiroz.
Tra i film da lui interpretati sono da ricordare Peppermint - L'angelo della vendetta (2018), Instant Family (2018), DNA Killer (2019), Across the Rails (2022). Tra le serie televisive nelle quali ha recitato vi sono Being Mary Jane, Criminal Minds, NCIS: Los Angeles, Shameless e Dummy.
Dal 2020 ha cambiato il nome d'arte in Gustavo Escobar.

## Filmografia

### Cinema
- Pain & Gain - Muscoli e denaro (Pain & Gain), regia di Michael Bay (2013) non accreditato
- Sunlight Jr. - Sognando la felicità (Sunlight Jr.), regia di Laurie Collyer (2013) non accreditato
- Left Behind, regia di Wendy Calhoun - cortometraggio (2016)
- Oceans Rising, regia di Adam Lipsius (2017)
- Akeda, regia di Dan Bronfeld - cortometraggio (2018)
- Peppermint - L'angelo della vendetta (Peppermint), regia di Pierre Morel (2018)
- Off the Rails, regia di Damian Fitzsimmons (2018)
- Endgame, regia di Matthew Castellanos - cortometraggio (2018)
- Instant Family, regia di Sean Anders (2018)
- DNA Killer, regia di Lisa France (2019)
- Across the Rails, regia di Damian Fitzsimmons (2022)
- The Fabelmans, regia di Steven Spielberg (2022)

### Televisione
- Being Mary Jane – serie TV, un episodio (2017)
- Real Rob – serie TV, un episodio (2017)
- Criminal Minds – serie TV, un episodio (2017)
- NCIS: Los Angeles – serie TV, un episodio (2018)
- The Politician – serie TV, un episodio (2019)
- Shameless – serie TV, un episodio (2020)
- Dummy – serie TV, due episodi (2020)
- The Potwins – serie TV, due episodi (2021)

## Riconoscimenti
- 2019 – Young Entertainer Awards
  - Nomination Best Leading Young Actor – Feature Film per Instant Family
  - Nomination Best Young Actor 11-12 per Akeda

## Doppiatori italiani
Nelle versioni in italiano delle opere in cui ha recitato Gustavo Escobar è stato doppiato da:
- Alessio Morese in Peppermint - L'angelo della vendetta
- Diego Follega in Instant Family